# Тилозин

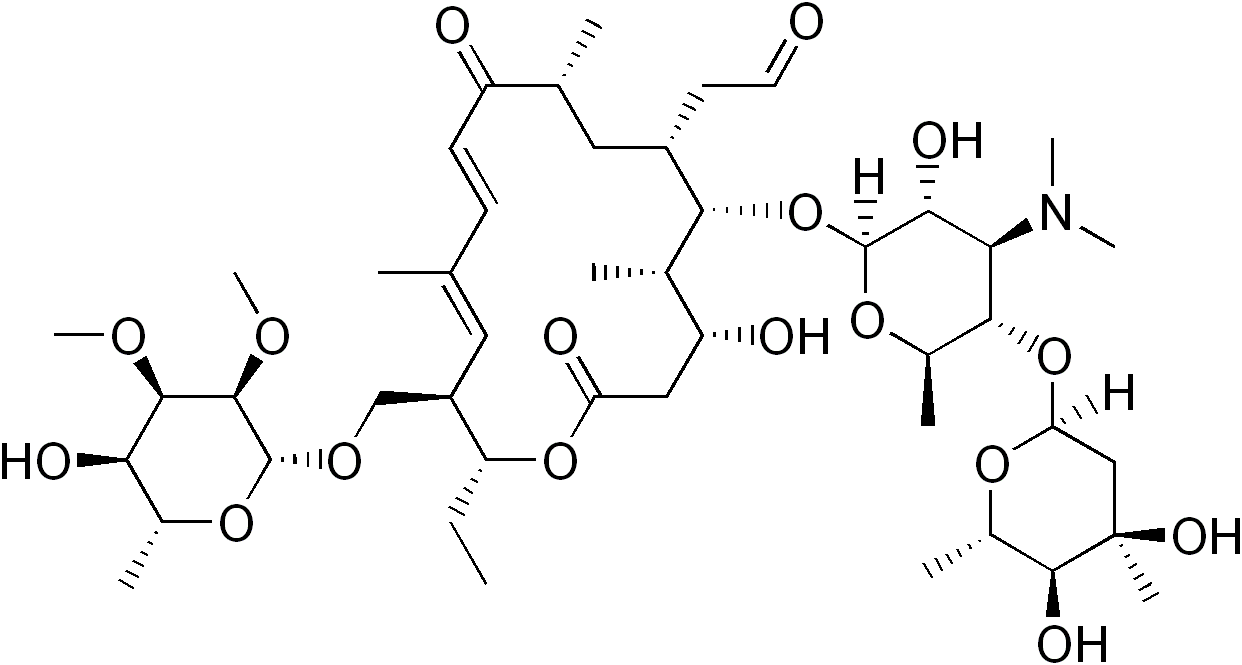
Тилозин структура

Тилозин — это макролидный антибиотик применяемый в ветеринарии. Он обладает широким спектром действия против грамположительных и некоторых грамотрицательных бактерий. Получается в процессе ферментации Streptomyces fradiae.
Тилозин используется в ветеринарии для лечения бактериальных инфекций у многих видов животных и имеет высокий запас прочности. Производится в виде порошков и растворов для инъекций. Он также использовался в качестве стимулятора роста у некоторых видов и для лечения колита у домашних животных. При производстве препаратов в основном используется в виде Тилозина-тартрата.

## Принцип действия
Как и другие макролиды, оказывает бактериостатическим действием, которое вызвано подавлением синтеза протеинов бактерий путем соединения с 50S рибосомной субъединицей, также угнетает активность фермента транслоказы, с помощью которой осуществляется продвижение рибосом по растущим полипептидным цепям вдоль информационной РНК. Тилозин хорошо всасывается из желудочно-кишечного тракта, быстро проникает в органы и ткани организма.

## Спектр активности
Тилозин обладает широким спектром активности против грамположительных бактерий, включая стафилококки, стрептококки, коринебактерии и Erysipelothrix . Он имеет узкий грамотрицательный спектр активности, но было доказано, что он активен в отношении Campylobacter coli и некоторых спирохет. Также было доказано, что он чрезвычайно активен против Mycoplasma, выделенных как от млекопитающих, так и от птиц-хозяев. Ниже представлены данные о чувствительности к МПК для нескольких значимых с медицинской точки зрения патогенов:
- Mycoplasma bovis: 0,06 — 4 мкг / мл
- Золотистый стафилококк: 0,5 -> 128 мкг / мл

## Применение
Тилозин использовался для лечения различных заболеваний по всему миру. В целом тилозин одобрен для лечения инфекций, вызванных восприимчивыми к этому препарату организмами, но он также используется для лечения колита у мелких животных, как стимулятор роста у сельскохозяйственных животных.
Бактериальные инфекций, которые потенциально можно лечить тилозином, включают респираторные инфекции, метрит и острый мастит у крупного рогатого скота; мастит у овец и коз; энтерит, пневмонии, рожа и инфекционный артрит у свиней; инфекции мягких тканей у мелких животных. Хотя тилозин теоретически может быть одним из подходящих терапевтических средств для лечения перечисленных выше состояний, многие другие антибиотики могут быть предпочтительнее для лечения конкретной инфекции.
Он также используется в качестве стимулятора роста животных, выращиваемых в пищевых целях.

## Доступные формы
Тилозин представляет собой смесь четырех основных компонентов: тилозинов A, B, C и D. Тилозин A считается основным компонентом тилозина (составляет около 90 % тилозина); однако тилозины B, C и D вносят большой вклад в общую эффективность тилозина.

## Меры предосторожности и противопоказания
Следует избегать назначения тилозина животным с известной гиперчувствительностью к продукту или другим макролидам.
Пероральный прием может вызвать диарею и желудочно-кишечные расстройства у лошадей.
Тилозин также имеет неприятный привкус, который трудно скрыть.
Инъекционные формы тилозина могут вызывать боль, воспаление и зуд вокруг места инъекции.
Поскольку тилозин имеет относительно слабый спектр активности против грамотрицательных организмов, он не может быть разумным терапевтическим выбором при лечении инфекций, вызванных неизвестными, потенциально нечувствительными организмами.

## Применение в ветеринарии
Применяют для лечения молодняка крупного рогатого скота, свиней и птиц с заболеваниями органов дыхания, желудочно-кишечного тракта, мочеполовой системы, септицемией, колибактериозом, сальмонеллёзом, стрептококкозом, рожей, бактериальной и энзоотической пневмонией, хламидиозом, микоплазмозом, синдромом ММА, артритом и другими болезнями. Препараты тилозина с добавлением колистина (Тилокол ВК) обладаю достаточно высокой лечебной эффективностью, которая составила при лечении телят периода доращивания с болезнями органов дыхания 85%; при лечении поросят периода отъема с желудочно-кишечными болезнями - 90,9%. Препараты вписываются в технологию ветеринарных мероприятий, не дают осложнений, способствуют повышению сохранности телят и поросят.